# Cratere H. G. Wells
H. G. Wells è un grande cratere lunare di 108,9 km situato nella parte nord-occidentale della faccia nascosta della Luna, a sud del cratere Millikan, a nord-est del cratere Cantor e a nord-ovest del piccolo cratere Tesla.
È una formazione tra le più antiche come si può dedurre dai numerosi crateri che, oltre a caratterizzare il pianoro centrale, si sovrappongono lungo il bordo, rendendolo fortemente irregolare.
Il cratere è dedicato allo scrittore britannico H. G. Wells.

## Crateri correlati
Alcuni crateri minori situati in prossimità di H. G. Wells sono convenzionalmente identificati, sulle mappe lunari, attraverso una lettera associata al nome.
| H. G. Wells | Coordinate             | Diametro (in km) |
| ----------- | ---------------------- | ---------------- |
| X           | 43°08′24″N 121°23′24″E | 27,54            |